# Gene Levitt
Pour les articles homonymes, voir Levitt.
Gene Levitt est un producteur, scénariste et réalisateur américain né le 28 mai 1920 à New York, New York (États-Unis), décédé le 15 novembre 1999 à Los Angeles (Californie).

## Filmographie partielle

### comme producteur
- 1977 : L'Île fantastique (TV)
- 1968 : Daring Game (en) de László Benedek
- 1969 : Any Second Now (TV)
- 1972 : Cool Million (série télévisée)
- 1974 : The Phantom of Hollywood (en) (TV)
- 1977 : Barnaby and Me (en) de Norman Panama (TV)
- 1978 : No Room to Run (en) de Robert Michael Lewis (TV)

### comme scénariste
- 1987 : L'Aventurière (Magee and the Lady) (TV)
- 1956 : L'Énigmatique Monsieur D (Foreign Intrigue) de Sheldon Reynolds
- 1956 : Au sud de Mombasa (Beyond Mombasa) de George Marshall
- 1957 : The Night Runner d'Abner Biberman
- 1958 : Underwater Warrior (en) d'Andrew Marton
- 1969 : Any Second Now (TV)
- 1972 : Cool Million (série télévisée)

### comme réalisateur
- 1969 : Any Second Now (TV)
- 1969 : Le Complot du silence (en) (Run a Crooked Mile) (TV)
- 1970 : The Forty-Eight Hour Mile (TV)
- 1970 : The Young Lawyers (en) (série télévisée)
- 1971 : Alias Smith and Jones (TV)
- 1972 : Cool Million (série télévisée)
- 1974 : The Phantom of Hollywood (en) (TV)
- 1974 : Get Christie Love (en) (série télévisée)
- 1975 : Section 4 (« S.W.A.T. ») (série télévisée)
- 1976 : Gibbsville (série télévisée)